# Pectinoctenus ctenophora
Pectinoctenus ctenophora är en loppart som beskrevs av Wagner 1928. Pectinoctenus ctenophora ingår i släktet Pectinoctenus och familjen smågnagarloppor. Inga underarter finns listade i Catalogue of Life.